# Пустозерово
Пустозерово — село в Чебаркульском районе Челябинской области России. Входит в состав Травниковского сельского поселения.

## География
Село находится в центральной части Челябинской области, в лесостепной зоне, на левом берегу реки Коелги, на расстоянии примерно 2 километров (по прямой) к юго-востоку от города Чебаркуль, административного центра района. Абсолютная высота — 317 метров над уровнем моря.

## История
Основано казаками по фамилии Пустозеровы в конце 18-начало 19 веков. В 
19 веке село существовало как выселок, где не было сельского атамана. В записях Исетской канцелярии сказано, что у казака Никифора Пустозерова на речке Коелга имеется мельница. Это и послужило началу основания Пустозерово. 
Тракт из Чебаркульской в Еткульскую крепость пролегал через Пустозерово. 
1826 году в 3 дворах проживало 16 человек, 
1873 г. – 97 человек, 
1889 г. –127 человек,  
1926 г. – 261 человек,  
1970 г. – 483 человек,  
1995 г. – 365 человек,  
настоящее время –408 человек. 
Кроме мельницы, речке Коелга были расположены золотые месторождения. В 3х км. от места впадения  реки Головановка в реку Коелга, находилась Кобановская золотая жила.  Прииски,принадлежавшие Кобановой назывались Воскресенский и Николаевский. 
На правой стороне реки Коелга, в 2х км. к востоку от селаПустозерово располагалась Французская жила.  В 1 км. к югу от Французской, находилась Чекановская жила.  
Попытка создать колхоз во время коллективизации не имела успеха. Только в 1930 году был образован Чебаркульский свиносовхоз. Из 3 тыс.га,  1,5 тыс. были пашни. Основателем его был Богдановский Н.М. В 1943 году совхоз  
стал подсобным хозяйством Уральского автомобильного завода.
В 1940 году по решению райисполкома было выделено 58 га земли за счет земель совхоз где начали добывать глину для кирпичного завода. В это время в Чебаркуле начали строить Ново-Златоустовский металлургический завод. Часть рабочих завода во время Великой Отечественной войны  жили в Пустозерово. 
Подсобное хозяйство вновь стало совхозом в только 1950 году. Директором совхоза стал Кулясов Т.И.у Центральную усадьбу совхоза в 1960 году  перевели из Пустозерово в Травники, где был основан практически новый совхоз на базе свиносовхоза и ряда
соседних колхозов.
Пустозерово подчинялось Травниковской станице до 1916 года, после 1916 года вошло в состав Чебаркульской волости и сельсовета - Миассу. Сейчас село относится к Травниковскому сельсовету Чебаркульского района. 
Часовой пояс
Село Пустозерово, как и вся Челябинская область, находится в часовой зоне МСК+2. Смещение применяемого времени относительно UTC составляет +5:00.

## Население
| 2002 | 2010 |
| ---- | ---- |
| 370  | ↘355 |

Гендерный состав
По данным Всероссийской переписи населения 2010 года в гендерной структуре населения мужчины составляли 52,7 %, женщины — соответственно 47,3 %.
Национальный состав
Согласно результатам переписи 2002 года, в национальной структуре населения русские составляли 96 %.

## Улицы
Уличная сеть села состоит из восьми улиц.